# Blattpolymorphismus

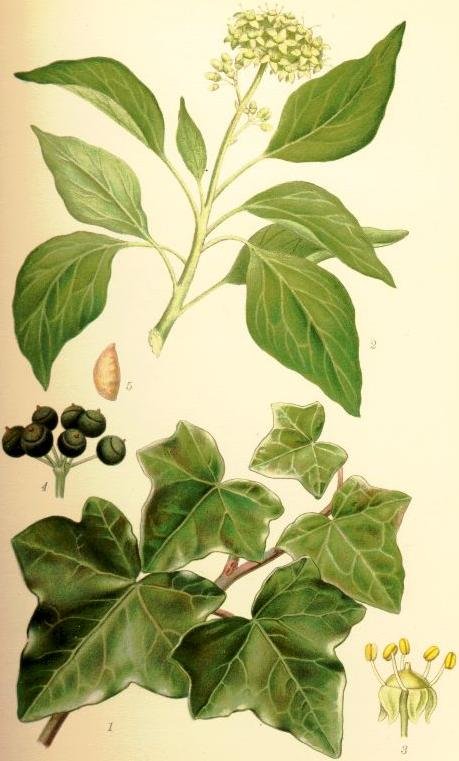
Gemeiner Efeu: Vergleich der beiden Blattformen: Jungpflanze mit drei- bis fünflappigen Blättern unten; adulter Spross mit eilanzettlichen Blättern oben

Als Blattpolymorphismus wird in der Pflanzenkunde die unterschiedliche Ausgestaltung von Blättern an einer Pflanze bezeichnet. Blätter eines einzelnen Pflanzenexemplars können sich hinsichtlich Größe, Form oder Symmetrie, abhängig von ihrer Lage oder Funktion, erheblich voneinander unterscheiden. Ein herausragendes Beispiel für solche Unterschiede der Form und Funktion sind die bereits im Samen angelegten, meist rundlichen Keimblätter der dicotylen Gefäßpflanzen, die sich erheblich von den später im Verlauf des Wachstums der Sprossachse auftretenden Laubblättern unterscheiden.
Blattpolymorphismus „Blattmehrgestaltigkeit“ dient dabei als Oberbegriff für eine Reihe spezifischer Bezeichnungen, mit denen Ausprägungen der Blattvariabilität je nach Art und Bedingungen des Auftretens näher benannt werden: „Blattzweigestaltigkeit“  Blattdimorphismus, „Ungleichblättrigkeit“ Anisophyllie, sowie „Verschiedenblättrigkeit“ Heterophyllie. Bei den meisten Taxa sind die Folgeblätter mehr oder weniger gleich gestaltet „Gleichblättrigkeit“ (Homo-, Isophyllie).
Man unterscheidet modifikatorische oder induzierte, adaptive (von äußeren Einflüssen abhängig) und habituelle, primäre (genetisch determinierte) Formen der Hetero- und Anisophyllie. Auch mimetische Anpassungen sind möglich.
Eine abrupte Änderung von Organform oder Habitus einer Pflanzenart in der Ontogenie wird als Heteroblastie (oder auch heteroblastische Reihe; die Veränderung der Blattform und -größe entlang des wachsenden Sprosses) bezeichnet. Dies ist der Fall, wenn ein Samen keimt, und die ersten jugendlichen Blätter haben zunächst eine andere Form als ihre erwachsenen Nachfolger. Bei der Homoblastie tritt dagegen keine solche Änderung ein.
Bei den Zweikeimblättrigen (Dikotyledonen) gibt es auch die Formen Aniso-, Hetero- und die Synkotylie; die ungleiche Ausbildung oder Verlust eines der beiden Keimblätter. Auch die Bildung einer vermehrten Zahl von Keimblättern Pleiokotylie und Trikotylie; die Ausbildung eines dritten Keimblattes, sowie gespaltenen Schizokotylie ist möglich.

## Heteroblastie
Als heteroblastische Reihe wird die zeitliche Aufeinanderfolge unterschiedlicher Blattgrößen während der individuellen Entwicklung einer Pflanze bezeichnet. Bei Gefäßpflanzen tritt sie zwangsläufig entlang der primären Sprossachse des Keimlings auf. Es können aber auch im Verlauf des Wachstums eines Seitensprosses zunächst einfache Schuppenblätter angelegt werden, denen später solche von zunehmend komplexer Form folgen. Trägt der Spross im Verlauf seiner weiteren Entwicklung an seinem Ende einen Blütenstand (Infloreszenz), so können die normalen Laubblätter in der Nähe der Blüten von Hochblättern abgelöst werden; die Blüten selbst sitzen meist in der Achsel eines Tragblatts (Braktee) mit Schuppenblattform.

## Blattdimorphismus und Heterophyllie

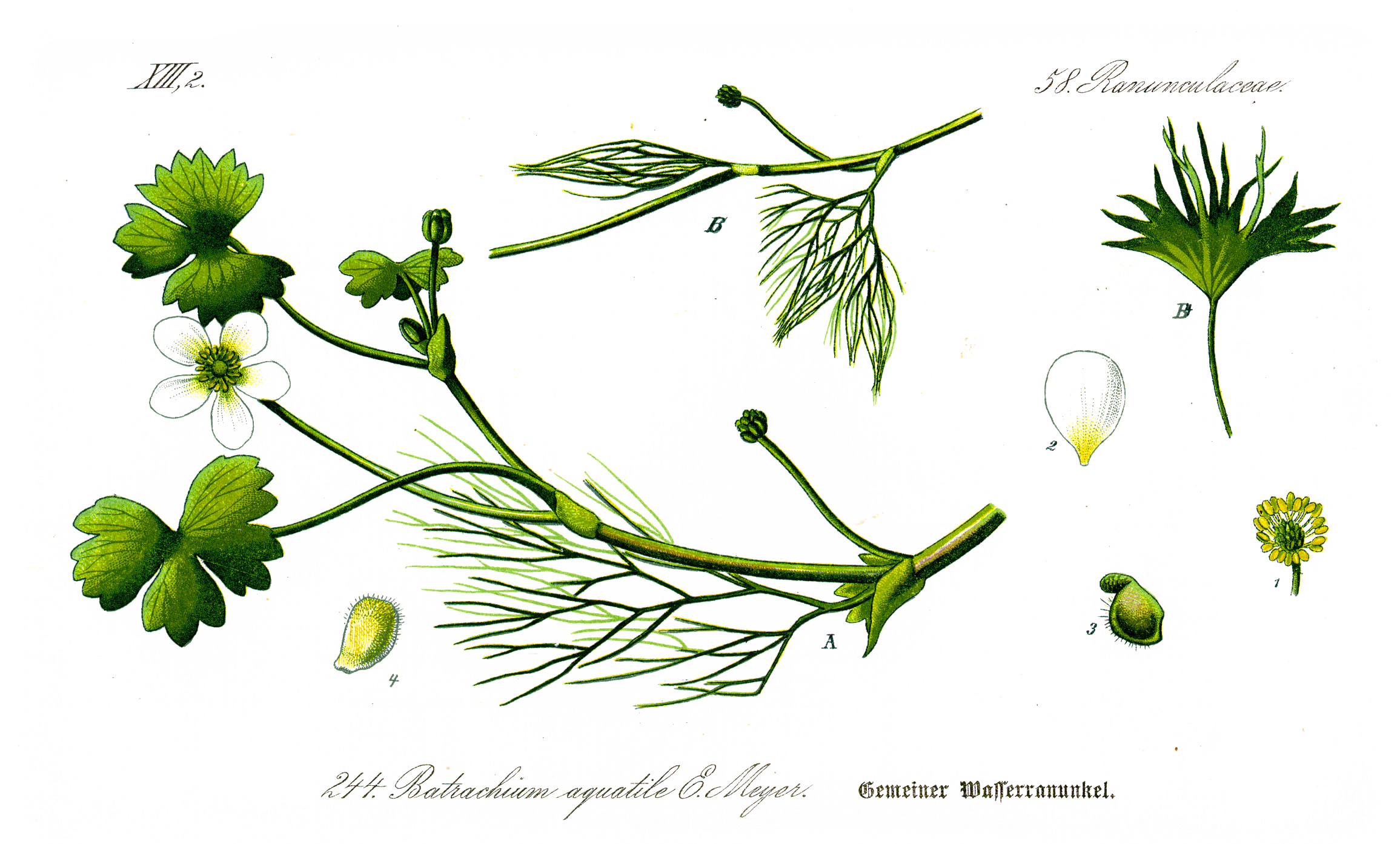
Ausbildung von Tauch- und Luftblättern beim Wasserhahnenfuß; induzierte Heteroisophyllie

Bildet eine Pflanze im Verlauf ihrer Entwicklung zwei vollkommen unterschiedliche Blattformen (in unterschiedlichen Regionen der Pflanze) aus, so wird dies als Blattdimorphismus bezeichnet (Heterophyllie). Ein bekanntes Beispiel dafür ist der Efeu: Die kriechenden Jungsprosse tragen Schattenblätter mit eckig-gelappter Form, während an den adulten Sprossen Blätter mit einem glatten Rand wachsen (Altersheterophyllie). Blattdimorphismus tritt häufig auch bei Wasserpflanzen wie den Wasserhahnenfüßen (beispielsweise Ranunculus aquatilis) auf, bei denen die Pflanze neben den fiederteilig geschlitzten Blättern, die untergetaucht im Wasser wachsen, gelappte Luftblätter ausbildet, die auf der Wasseroberfläche aufliegen (Schwimmblätter).
Viele Autoren verwenden den Begriff Heterophyllie nur im Zusammenhang mit unterschiedlichen Funktionen der Blätter oder wenn deren Ausprägung erkennbar von äußeren oder inneren Bedingungen abhängt, wie dies beim Wasserhahnenfuß der Fall ist.

### Milieuabhängigkeit

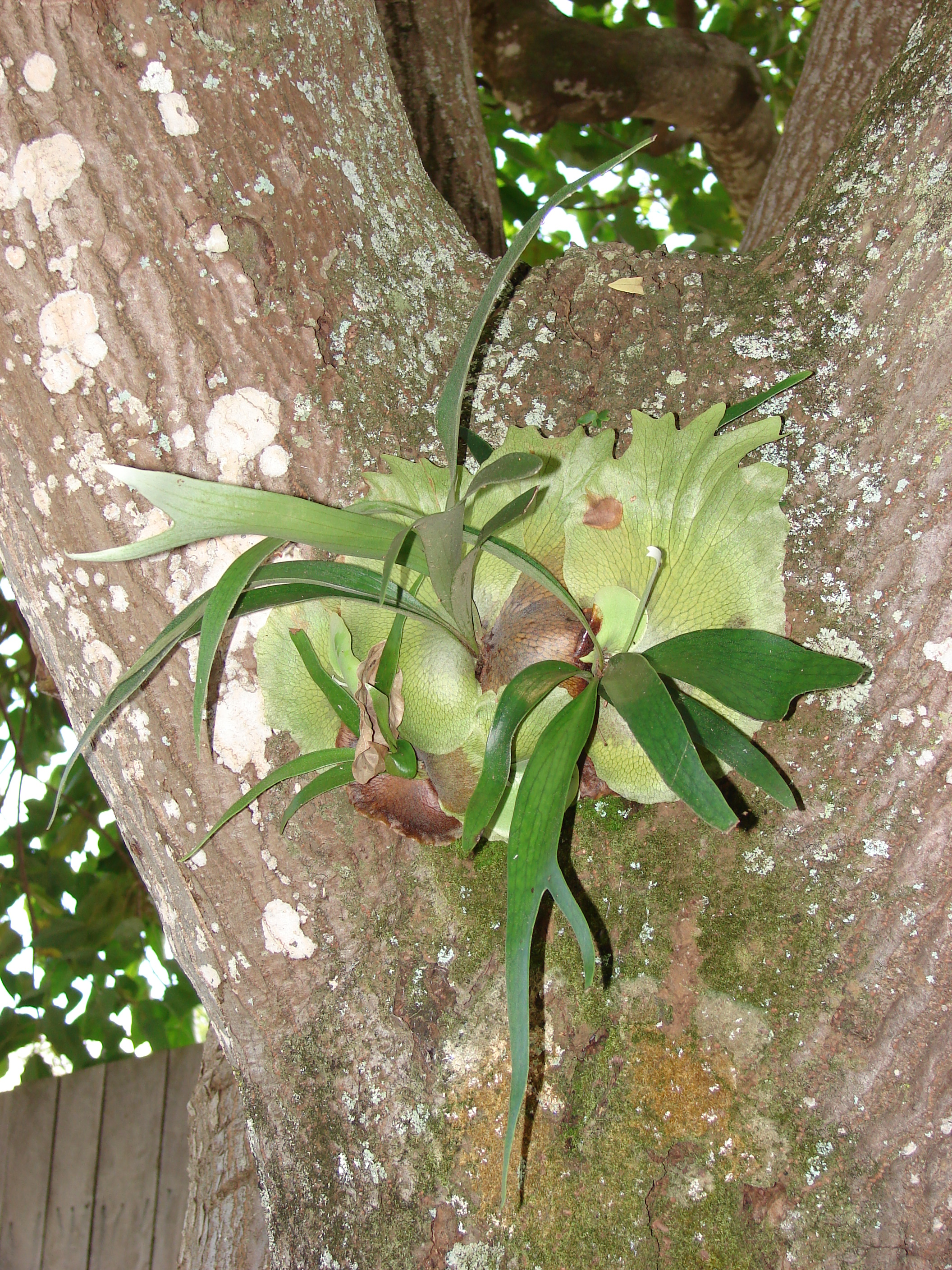
In einer Astgabel wachsender Geweihfarn

Bei Wasserhahnenfuß ist die Entwicklung der jeweiligen Blattform neben anderen Faktoren von der Temperatur abhängig (Thermomorphose), die Unterwasserblätter entwickeln sich bei Wassertemperaturen um 8–18 °C, steigt dagegen die Wassertemperatur auf 23–28 °C (der Lufttemperatur entsprechend) werden auch unter Wasser gelappte Blätter mit der Gestalt der Luftblätter ausgebildet. Auch die Gabe von Abscisinsäure, einen Phytohormon bewirkt die Bildung von Luftblättern. Es wird vermutet, dass Turgorverluste, die bei der Transpiration der Blätter an der Luft auftreten und zur Ausschüttung von Abscisinsäure führen, so die Bildung von Schwimmblättern induzieren.

### Unterschiedliche Funktion
- Bei Wasserpflanzen ist die unterschiedliche Funktion der Blätter meist anhand ihrer Lage erkennbar (Transpiration unter Wasser und an der Luft).
- Die epiphytisch auf Bäumen wachsenden Geweihfarne bilden neben den fertilen Wedeln noch sterile Mantel- oder Nischenblätter, die sich an das Substrat anlegen und Wurzeln und Rhizom der Pflanze vor Beschädigung und Austrocknung schützen.
- Bei manchen fleischfressenden Pflanzen besteht eine Arbeitsteilung zwischen Blättern für die Kohlenstofffixierung (Photosynthese) und solchen für den Beutefang. Zum Beispiel besitzt die Reusenfalle oberirdische, grüne Blätter und unterirdische, chlorophyllfreie Fangblätter.

## Anisophyllie

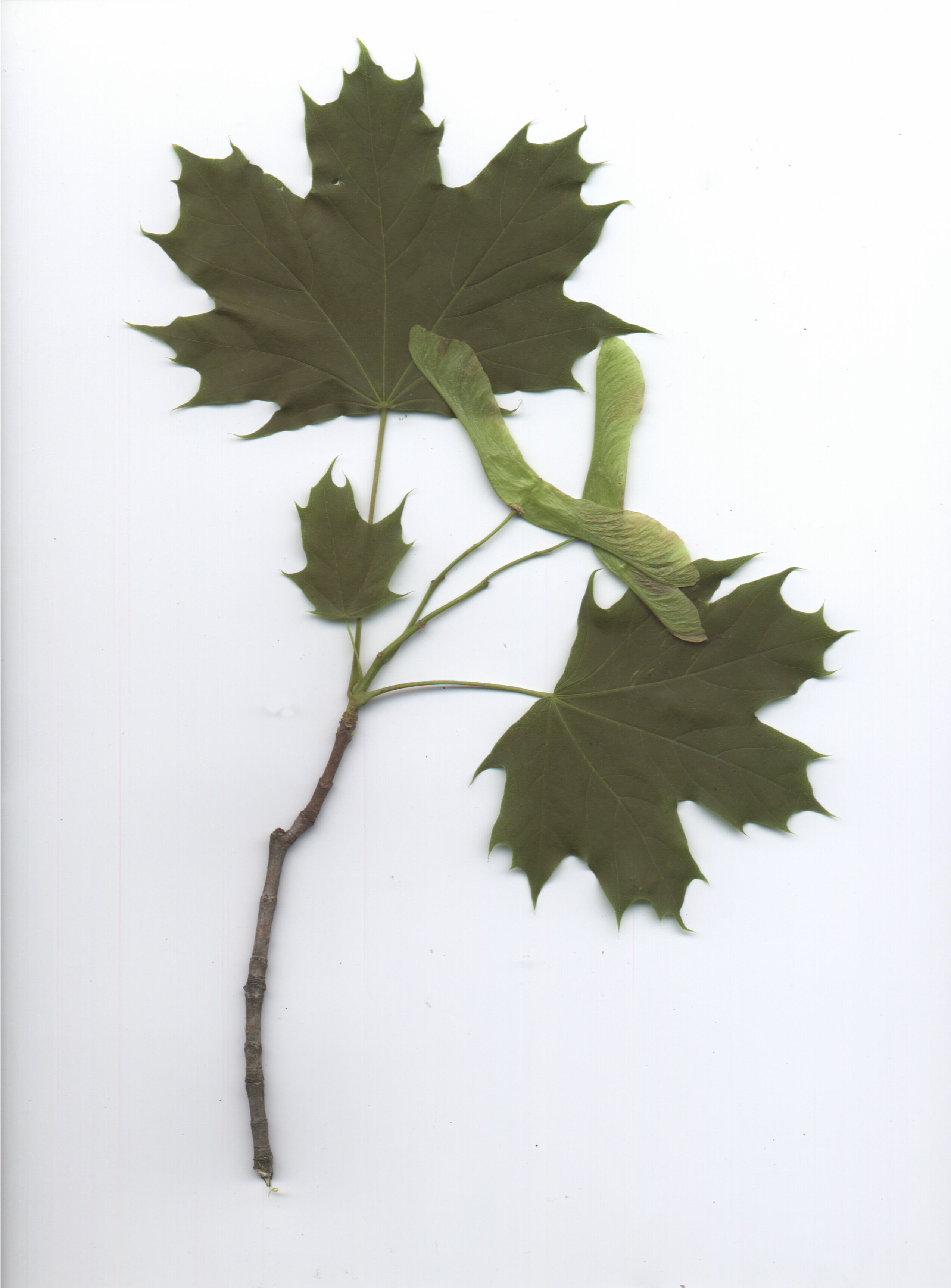
Induzierte Anisophyllie beim Spitzahorn

Während bei der Heterophyllie vollkommen unterschiedliche Blattformen auftreten, bezeichnet der Begriff Anisophyllie lediglich Größen- oder leichte Formunterschiede benachbarter oder sogar am gleichen Knoten liegender Blätter. Anisophyllie kann bereits in der Form der Blattknospen angelegt sein (habituelle oder primäre Anisophyllie wie bei den Moosfarnen) oder aber durch die Lage der Sprossachse bedingt sein (induziert) wie beim Spitzahorn, wo die nach unten hängenden Blätter aufgrund der Schwerkraft größer ausgebildet werden. Weitere Beispiele für Anisophyllie sind die Blätter der Rosskastanie und Weißtanne.